# Ponte Pulteney

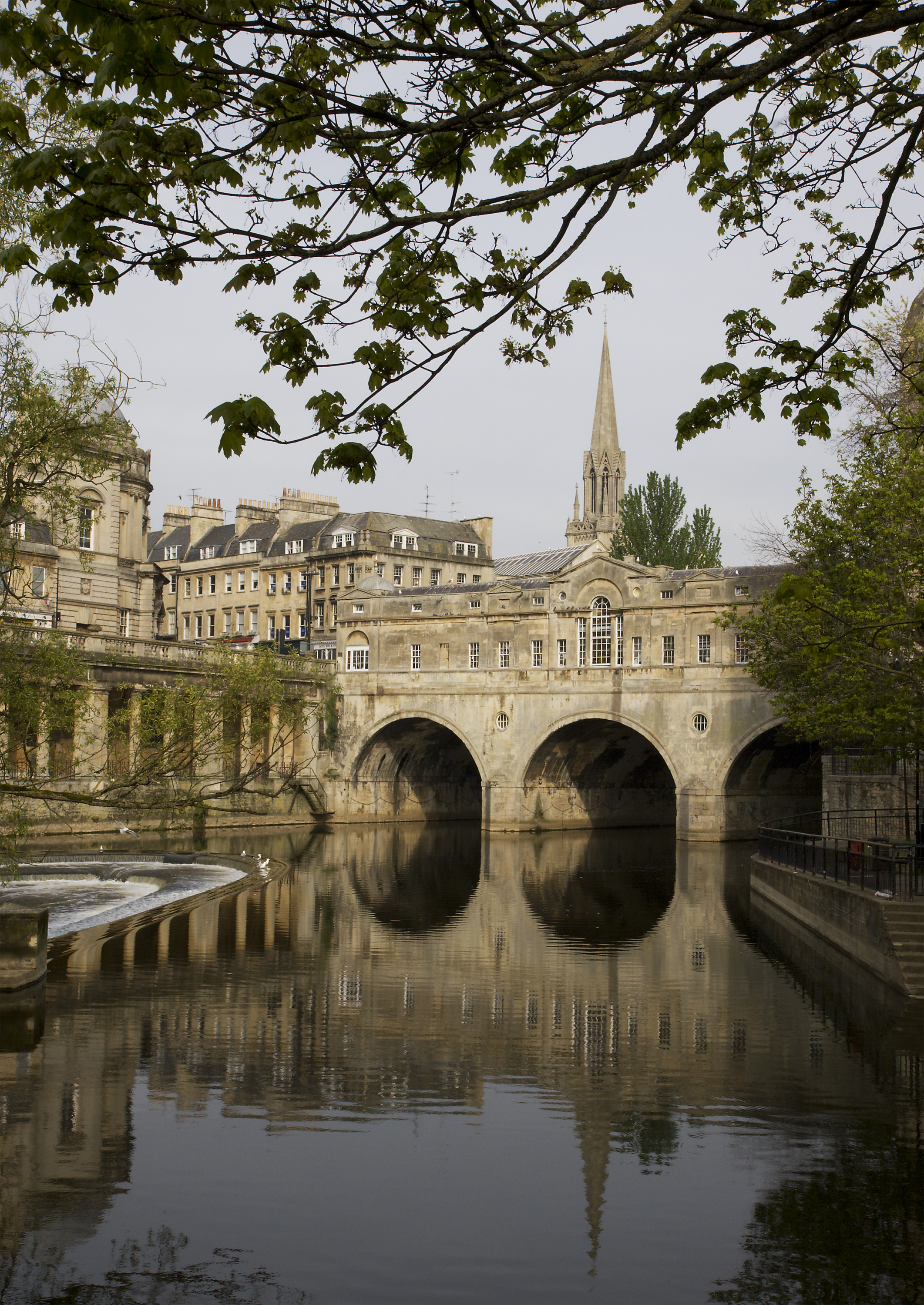
Vista sul da ponte Pulteney

A Ponte Puelteney é uma ponte em arco que atravessa o Rio Avon e está localizada na cidade de Bath, Inglaterra, tendo sido finalizada em 1773. Ela foi projetada por Robert Adam e é uma das quatro pontes do mundo que possuem lojas por toda sua extensão, em ambos os lados; entre elas incluem-se uma loja de  flores, uma loja de mapas antigos e uma loja de sucos. As outras três pontes desse tipo são: Ponte de Rialto, Krämerbrücke e Ponte Vecchio.
Ela recebeu esse nome em homenagem a Frances Pulteney, herdeira das terras da localidade de Bathwick, separada de Bath pelo Rio Avon. Bathwick era um vilarejo rural, mas o marido de Frances, William Johnstone Pulteney, percebeu o potencial do local. Ele fez planos para criar uma nova cidade, que viria a ser o subúrbio da cidade histórica de Bath. Primeiramente ele necessitava de uma melhor maneira de atravessar o rio do que a existente ferrovia. Pulteney apresentou o projeto da nova cidade aos irmãos Robert e William Adam, e o projeto da ponte ficou a cargo de Robert, e em suas mãos a simples construção pretendida por Pulteney se transformou numa elegante estrutura cercada por lojas. Robert visitou Florença e Veneza, onde visitou a Ponte Vecchio e a Ponte Rialto. Mas, aconselhado pelo arquiteto Andrea Palladio, rejeitou o design de Rialto.
A Ponte Pulteney se manteve por menos de 20 anos no formato que Robert criou. Em 1792 foram feitas alteração para ampliar as lojas, o que tirou um pouco da elegância das fachadas. Enchentes ocorridas em 1799 e 1800 demoliram o lado norte da ponte, construído sem a estrutura adequada. A ponte foi reerguida por John Pinch, responsável pela herança de Pulteney, mas com um desenho menos ambicioso que o de Robert. De lá pra cá os comerciantes da ponte alteraram sua fachada, principalmente as janelas, para poder ter uma vista do rio. O pavilhão oeste do lado sul da ponte foi  demolido em 1903 para ampliação da rodovia.
Modificação foram feitas com as  restaurações de 1951 e 1975. A Ponte Pulteney pode não ter recuperado sua forma original, mas recuperou sua dignidade.